# Vallens IF
Vallens IF är en svensk fotbollsklubb från Stenungsund, bildad 1958.
Föreningen har 1100 medlemmar och 36 lag i seriespel.  Dam A-laget spelar i division 3 och herrlaget i division 4.
Föreningen har haft lag som vunnit SM för damjuniorer 1990.

## Kända spelare från klubben
- Camilla Fors, 1969, har spelat allsvenskt i Jitex BK, 13 A-landskamper 1989-1992, bland annat ordinarie landslagsback vid VM i Kina 1992
- Martin Pringle, 1970, allsvensk i Helsingborgs IF, proffs i SL Benfica Portugal och Charlton Athletic England, 2 A-landskamper och 1 mål 1995-1996, tidigare tränare i Kopparbergs/Göteborg FC 2004-2008, nu verksam sportchef i Varbergs BoIS 2019-
- Svante Samuelsson, 1972, allsvensk i Kalmar FF, Örgryte IS, Brann Norge och AIK, 2 A-landskamper -2001, klubbchef i allsvenska Kalmar FF 2006-2016, nu verksam sportchef på Svensk Elitfotboll 2019-
- Måna Eriksson, 1958, Kristina Gustavsson, 1971, Camilla Svensson, 1971, Madeleine Pettersson, 1972 och Madeleine Augustsson, 1974 är andra ytterligare allsvenska spelare fostrade i föreningen
- Peter Terneby, 1971, allsvensk i IK Oddevold 1996, spelade för dem 1989-1999

- Anna Andén, 1988, allsvensk i Kopparbergs/Göteborg -2007
- Peter Abrahamsson,  1988, ÖIS Superettan -2008, allsvenskan -2009, Superettan -2010, div.1 2011-2012, Superettan -2013, BK Häcken Allsvenskan 2014-
- Tobias Mikaelsson, 1988, ungdomsproffs i Aston Villa, England 2005-2009, FC Trollhättan 2009-2010, Ljungskile SK Superettan 2011-2012, Oddevold div.1 2013-2018